# Winthemia montana
Winthemia montana är en tvåvingeart som beskrevs av Henry J. Reinhard 1931. Winthemia montana ingår i släktet Winthemia och familjen parasitflugor. Inga underarter finns listade i Catalogue of Life.